# Ashtiname
 (5 avril 2018).
Améliorez-le ou discutez des points à vérifier. 

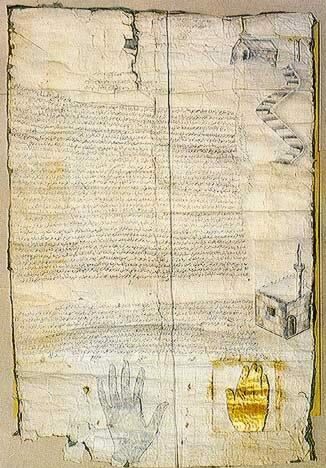
La lettre de protection de Mahomet

L’Ahtiname est une charte qui aurait été conclue en 625 entre Mahomet et les moines chrétiens du monastère Sainte-Catherine du Sinaï en Égypte et déposée dans leur monastère.  Ce serait un Firman attribué à Mahomet, appelé aussi « Pacte du prophète Mahomet avec les moines du mont Sinaï ». Son authenticité est incertaine. Plusieurs versions existent, avec des traductions diverses; une version longue a été traduite en latin en 1630. Les documents conservés ou exposés sont considérés comme des faux tardifs postérieurs au IXe siècle. 

## Étymologie
L’Ahtiname vient du mot arabe « ahd » obligation et « name », qui signifie « document, testament ». En persan, le traité  est nommé Āshtīnāmeh soit « Livre de Paix », utilisé pour un traité ou un contrat.[réf. nécessaire]

## Traductions
Une version longue a été trouvée au Monastère du Mont Carmel, elle a été traduite en anglais par Paul Rycaut, ambassadeur de Charles II à Constantinople, puis ce texte anglais a été traduit en français par Pierre Briot (1670). Dans cette traduction, l'Ahtiname est datée du « dernier jour de la lune du quatrième mois, la quatrième année de l'hégire », à Médine, soit du 8 octobre 625. 
Une édition de 1630, Testamentum et pactiones initae inter Mohamedem et christianae fidei cultores en avait préalablement publié une traduction en latin, avec en ajout la forme originale en arabe, en un opuscule de 35 pages traduit par Gabriele Sionita.  Il représente une alliance conclue entre le prophète Mahomet et les chrétiens du monde. Ce n'est pas une copie de l'Ahtiname.
Des traductions plus contemporaines comme celle en anglais de Muqtedar Khan, Directeur des études Islamiques à l'Université du Delaware ou celle en français publiée au XIXe siècle par le journal égyptien l'Union Islamique sont aujourd'hui connues. Cette dernière a été publiée en  1898 par la Revue des études byzantines.

## Historicité et histoire

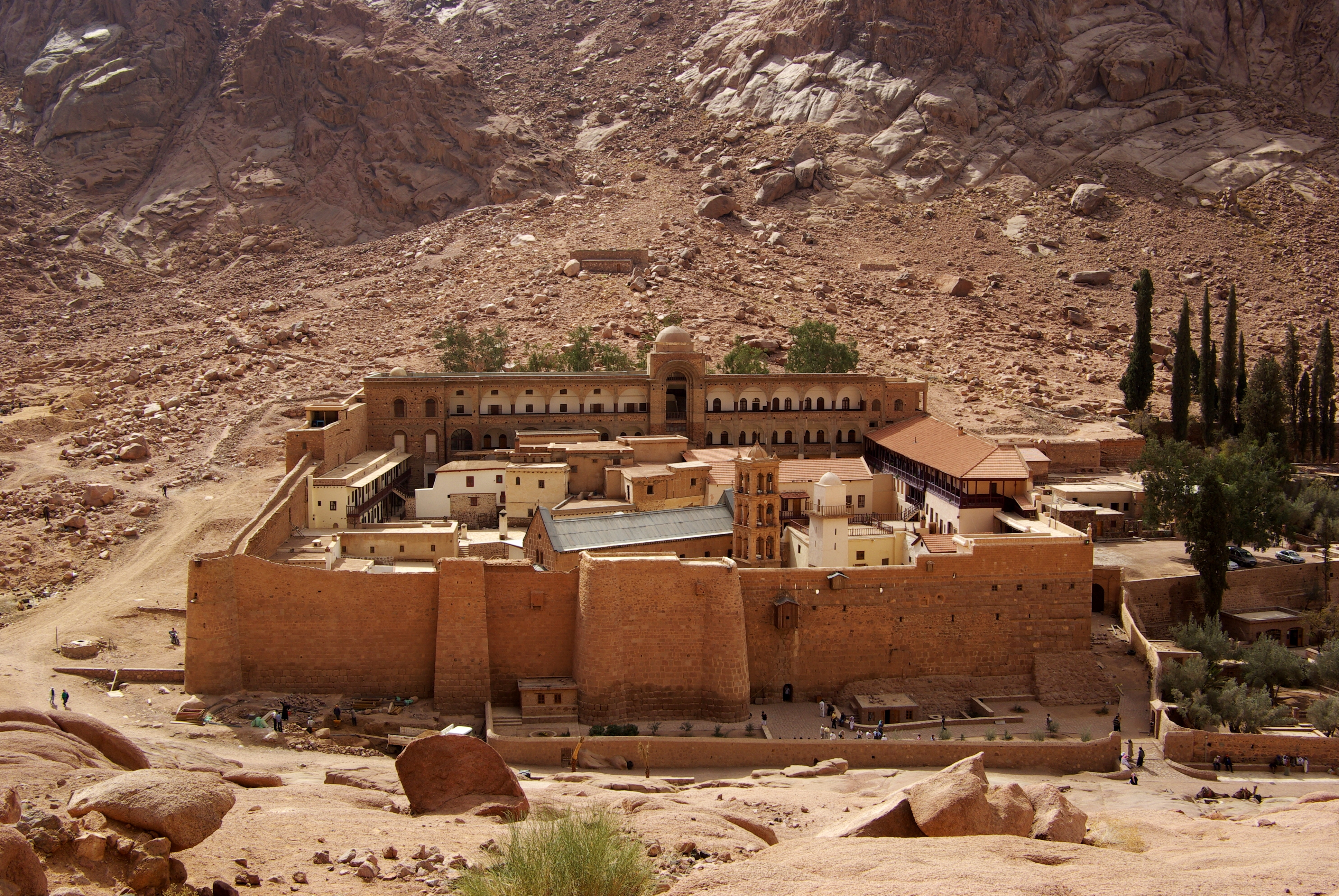
Monastère Sainte-Catherine du Sinaï

« La première mention explicite de cette convention au monastère se trouve chez le voyageur Jean Thenaud qui visite les lieux en 1512 ». Les origines de l'Ahtiname ont fait l'objet d'un certain nombre de traditions différentes, mieux connues à travers les récits des voyageurs européens qui ont visité le monastère. Ces auteurs comprennent le chevalier français Greffin Affagart (mort en 1557), l'explorateur français Jean de Thévenot (mort en 1667) et le prélat anglais Richard Peacocke lequel proposa une traduction anglaise du texte. La version présentée actuellement à Sainte-Catherine est une copie du XVIe siècle faite par un sultan ottoman. Ce document est particulièrement mis en avant à l'époque ottomane où il est reconnu par le pouvoir.
Depuis le XIXe siècle, plusieurs aspects de l'Ahtiname, notamment la liste des témoins, ont été remis en question par des érudits. Les premiers doutes sur l’authenticité du document apparaissent dans les écrits de Jean-Louis Burckhardt mais la démonstration de la falsification de ce document date de l'étude de Bernhard Moritz.  Le texte s'inspire d'une fausse lettre rédigée en 878 par des moines nestoriens du monastère de Dayr Qunna à la demande de convertis, les Banou Makhlad. Cette lettre, adressée aux chrétiens de Najran, est faussement attribuée à Mahomet. Il existe des similitudes avec d'autres documents accordés à d'autres communautés religieuses au Proche-Orient. Son texte a, en effet, été réutilisé et recopié par de nombreux lieux de culte chrétiens en vue de se protéger.
Jean-Michel Mouton de l'École Pratique des Hautes-Études, associe ce document au récit de la venue de Mahomet au Monastère Sainte-Catherine, qu'il considère comme une légende élaborée par les moines au IXe siècle. À propos du fonds d'archives de Sainte-Catherine, J.-M. Mouton affirme que « Les plus anciens documents sont théoriquement des décrets de protection du monastère accordés par Mahomet, prophète de l'islam aux moines de Sainte-Catherine. Cependant, ces documents datés de l'an II de l'hégire et où figure l'empreinte de la main du Prophère, sont des faux grossiers, rédigés sans doute dans les derniers siècles du Moyen Âge [...] » .
Pour Thierry Bianquis, Jean-Michel Mouton « met en évidence les nombreux anachronismes concernant ce document. L’utilité de documents forgés de cette nature, que l’on trouve ailleurs dans le monde musulman médiéval, vient de ce qu’ils permettent de faire apparaître concrètement un lien permanent de protection d’une part, et de soumission associée au versement d’une rente financière d’autre part, entre une institution indigène non musulmane et le pouvoir officiel musulman régional ou califal. Présenté à des bédouins ne sachant pas lire et totalement incapables de se poser le problème de l’authenticité d’un texte ancien, de son support et de l’écriture mise en œuvre, ce document conserve un pouvoir quasi-magique renforcé par l’empreinte de la « paume de Muḥammad » qu’il portait. »

## Interprétation, influence moderne
Pour l'islamologue John Andrew Morrow , l'Ahtiname a été "une source de vie pour les chrétiens et les musulmans depuis plus d’un millénaire et demi". J. A. Morrow est convaincu de l'authenticité d'une décision à son origine. Il affirme qu'il faudrait une combinaison dangereuse d’ignorance et d'arrogance pour qu'un chercheur rejette simplement ce document comme un faux face à son "illustre lignée de transmission". Il ajoute que c'est un fait indéniable que de nombreuses figures historiques l'ont suivi, et que Napoléon Bonaparte aurait signé de son nom une version du document, montrant qu'il l'approuvait.
Pour Muqtedar Khan, un de ses traducteurs contemporains, « Ceux qui cherchent à favoriser la discorde entre musulmans et chrétiens se concentrent sur les problèmes qui divisent et soulignent les zones de conflit. Mais lorsque des ressources telles que la promesse de Mahomet aux chrétiens sont invoquées et mises en évidence, cela crée des ponts. Elle inspire les musulmans à s'élever au-dessus de l'intolérance communautaire et engendre la bonne volonté chez les chrétiens qui pourraient nourrir une peur de l'islam ou des musulmans. »